# Rubus perpedatus
Rubus perpedatus är en rosväxtart som beskrevs av Z$hila och Heinrich E. Weber. Rubus perpedatus ingår i släktet rubusar, och familjen rosväxter. Inga underarter finns listade i Catalogue of Life.